# Guillaume Dufay
Guillaume Dufay (sinh ngày 5 tháng 8 năm 1397 tại Beersel - mất ngày 27 tháng 11 năm 1474 tại Cambrai) là nhà soạn nhạc tiêu biểu của Pháp trong Âm nhạc thời kỳ Phục Hưng. Là nhân vật trung tâm trong trường phái Burgundian, ông là nhà soạn nhạc nổi tiếng và có ảnh hưởng nhất tại châu Âu ở giữa thế kỷ 15.

## Âm thanh
- Ecclesie Militantis performed by Blue Heron Renaissance Choir
- Rite Majorem performed by Blue Heron Renaissance Choir